# اما مارونه
اما مارونه (به انگلیسی: Emma Marrone) (زاده ۲۵ می ۱۹۸۴) خواننده ایتالیایی است.
او در مسابقه آواز یوروویژن ۲۰۱۴ نماینده ایتالیا بود .